# Bassek zielony
Bassek zielony (Enneacanthus obesus) – gatunek ryby z rodziny bassowatych (Centrarchidae), w języku polskim określany był też nazwą okoń diamentowy.

## Występowanie
Występuje na wschodnim wybrzeżu USA, od południowego New Hampshire do środkowej Florydy, po rzekę Perdido River na granicy Florydy i Alabamy.
Żyje w zarośniętych jeziorach i stawach oraz w piaszczystych i mulistych, spokojnych partiach wód małych i średnich rzek. Preferuje wody o temperaturze 10–22 °C i pH 7–7,5.

## Cechy morfologiczne
Osiąga średnio 6,1, maksymalnie 9,5 cm długości.